# Серый земляной топаколо
Серый земляной топаколо (лат. Scytalopus speluncae) — вид воробьиных птиц из семейства топаколовых (Rhinocryptidae). Подвидов не выделяют. Эндемик Бразилии.

## Таксономия
Ранее выделялся подвид (S. speluncae pachecoi), распространённый на юге Бразилии и севере Аргентины. Подробное исследование, проведённое в 2005 году, показало значительные отличия от номинативного подвида в окраске оперения и вокализации, что позволило повысить статус этого подвида до видового.

## Описание
Маленькая птица длиной 10—11 см и массой от 10 до 16 г. Окраска самцов равномерно тёмно-серая, без коричневого цвета на боках. Радужная оболочка тёмно-коричневая, клюв черноватый, ступни тёмно-коричневые. Самки похожи, но имеет немного коричневатую окраску и слегка полосатые коричневые бока. Молодые птицы преимущественно коричневого цвета с тёмными пятнами.
Пение описывается как повторяющийся пять—шесть раз в секунду „tseh“, и продолжается от 6 до 20 секунд.

## Биология
Питаются мелкими насекомыми, которых собирают на поверхности земли или чуть над землёй, быстро бегая и подпрыгивая. Биология размножения не описана.

## Распространение и места обитания
Эндемик Бразилии. Обитает в горах Серра-ду-Мар от штатов Эспириту-Санту и Минас-Жерайс до Риу-Гранди-ду-Сул. Встречается во влажных горных лесах на высоте от 750 до 2500 м над уровнем моря.